# Johnson Kubisa
Johnson Kubisa (* 23. April 1972) ist ein ehemaliger botswanischer Sprinter.

## Sport
Kubisa nahm an den Olympischen Sommerspielen 1996 in Atlanta, 2000 in Sydney und 2004 in Athen teil.
Bei allen drei Teilnahmen nahm er mit der botswanischen 4 × 400-m-Staffel teil. Er lief mit den Teamkollegen Agrippa Matshameko, Rampa Mosveu und Keteng Baloseng (1996); Lulu Basinyi, Glody Dube, Agrippa Matshameko und California Molefe (2000); sowie California Molefe, Gaolesiela Salang, und Kagiso Kilego (2004).
Er war auch am Sieg der botswanischen Staffel bei den Afrikaspielen 2003 in Abuja beteiligt. Die Staffel mit California Molefe, Kagiso Kilego und Oganeditse Moseki stellte dabei einen nationalen Rekord mit 3:02,24 min auf.
Bei den Olympischen Spielen 2000 schied Kubisa im 400-Meter-Lauf im Vorlauf aus. Bei den Leichtathletik-Afrikameisterschaften 2002 in Tunis kam er auf Platz 7 und gewann eine Bronzemedaille bei den Militärweltspielen 2003.